# Томашовка (Ярмолинецкий район)
Томашовка (укр. Томашівка) — село в Ярмолинецком районе Хмельницкой области Украины.
Население по переписи 2001 года составляло 924 человека. Почтовый индекс — 281600. Телефонный код — 3853. Занимает площадь 10430 км². Код КОАТУУ — 6825888801.

## Местный совет
32151, Хмельницкая обл., Ярмолинецкий р-н, с. Томашовка